# Plaxo
Plaxo, Inc. war ein im Juli 2001 von Sean Parker – einem der Mitbegründer der Musiktauschbörse Napster –, Minh Nguyen, Todd Masonis und Cameron Ring gegründetes kalifornisches Unternehmen, das Social-Network-Dienstleistungen und -Software zur dezentralen Verwaltung von vernetzten Online-Adressbüchern anbot.
Plaxo, Inc. operierte aus Mountain View, Kalifornien. Seit Juli 2005 kooperierte das Unternehmen mit AOL und integrierte Leistungen für AOLs Instant Messenger (AIM). Plaxo hatte im Oktober 2006 rund 15 Millionen Nutzer.
Anfang 2008 wurde Plaxo von Comcast Interactive Media übernommen.
Am 1. Oktober 2017 informierte Plaxo seine Kunden, dass man am 31. Dezember 2017 den Geschäftsbetrieb einstellen würde. Die Kundendaten konnten allerdings auf einfache Weise auf andere Anbieter übertragen werden.

## Dienstleistungen
Der Dienst bietet automatische Aktualisierung von Kontaktdaten über die Server des Anbieters. Die Kontaktdaten und das Adressbuch des angemeldeten Benutzers werden auf den Servern von Plaxo hinterlegt. Auf Wunsch sendet Plaxo an ausgewählte Einträge eine E-Mail, mit der Aufforderung, die eigenen Kontaktdetails zu aktualisieren. Die Kontaktdaten von angemeldeten Plaxo-Benutzern können automatisch aktualisiert werden, für nicht angemeldete Benutzer werden diese E-Mails mit Anforderung einer Korrektur gesendet.
Das Plaxo-Adressbuch kann weltweit online eingesehen werden, der Dienst bietet aber auch Plug-ins für alle gängigen E-Mail- und Adressprogramme wie Microsoft Outlook und Outlook Express, Mozilla Thunderbird und das Adressbuch von Mac OS X. Andere Anwendungen können durch eine Programmierschnittstelle (API) eingebunden werden.

## Kritik
Plaxo steht wegen der Erhebung und des unkomplizierten Austauschs von Adressdaten auch in der Kritik von Datenschützern. Pläne, durch Weitergabe von Kontaktdaten Geld zu verdienen, hat Plaxo nach eigenen Angaben aber ausgesetzt.